# Grünhaus (Mertesdorf)

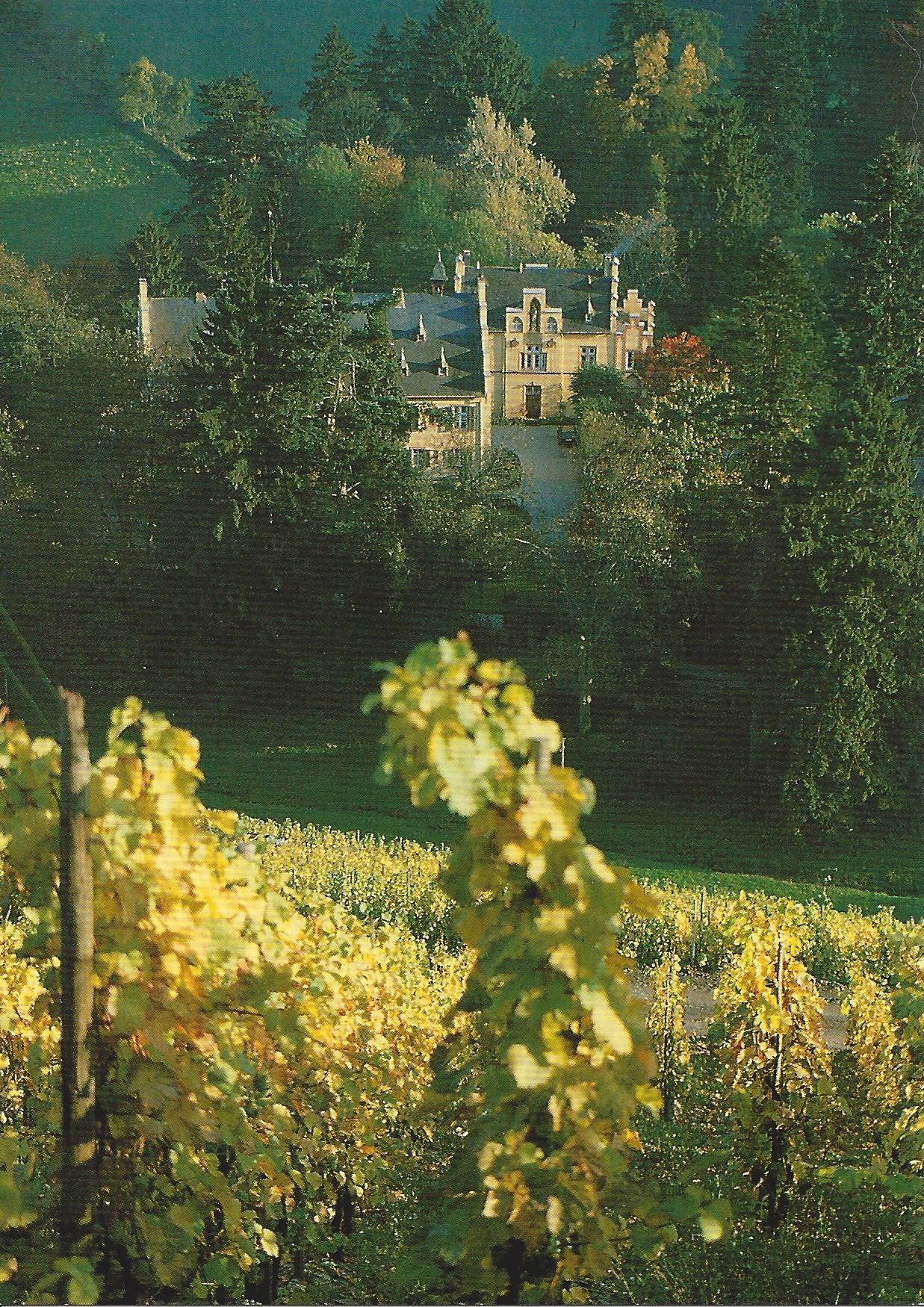
Schloss Grünhaus

Der Ort Grünhaus an der Ruwer liegt am Grüneberg bei Trier und gehört zur Ortsgemeinde Mertesdorf im Landkreis Trier-Saarburg (Rheinland-Pfalz).
Grünhaus ist der Sitz des Weingutes Maximin Grünhaus.
Grünhaus war Haltepunkt der Ruwertalbahn, heute verläuft dort der Ruwer-Hochwald-Radweg.